# WarioWare: Snapped!
WarioWare: Snapped!, conocido en Japón como Utsusu Meido in Wario (うつす メイド イン ワリオ?  lit. "Movimiento Made in Wario") es una compilación de minijuegos desarrollada por Nintendo SPD Group No.1 e Intelligent Systems y publicado por Nintendo para la Tienda DSi de Nintendo DSi. Es parte de la serie de videojuegos WarioWare (serie). Es el sexto juego de la serie y estaba disponible en Japón, Europa, Australia y Norteamérica, antes de que la DSi Shop fuera cerrada. Fue lanzado para el servicio Nintendo DSi Ware, que empezó en el lanzamiento de la consola.
Es uno de los primeros juegos lanzados para el servicio DSi Ware en Japón, Norteamérica y las regiones PAL. Es el Warioware con menos micro-juegos en toda la saga y no hay "Boss Stages" en ninguna fase. Solamente incluye cinco personajes, incluyendo Wario, Mona, Jimmy T y Kat & Ana.
El juego hace uso de la cámara frontal de la consola para controlar los minijuegos, usando la cabeza o una o ambas manos, similar al EyeToy de Sony. Ha habido quejas a la hora de jugar al juego, ya que la cámara no puede reconocer al jugador en malas condiciones de luminosidad.

## Modo de juego
WarioWare: Snapped! está situado en un parque de atracciones. Hay cuatro sets de videojuegos - uno protagonizado por Wario, otro por Mona, otro por Jimmy T. y un último protagonizado por Kat & Ana. Solo tiene 20 minijuegos, una fracción de los minijuegos encontrados anteriormente en la saga. El título permite también jugar durante más tiempo a los minijuegos. Usa la cámara digital de la consola para hacer una silueta del jugador para usarlo como un personaje en el videojuego, con la consola situada en una superficie plana.
El jugador ha de emparejar sus manos y su cabeza, y ponerlas a una distancia ideal de la consola. Una vez que el jugador ha hecho su pose durante 3 segundos, el juego empieza. Después de cada videojuego, el jugador empareja su cabeza y a veces una mano o las dos con las siluetas mostradas en pantalla. Una vez que el jugador ha hecho la pose, empieza el minijuego, y el jugador ha de moverse para cumplir con el objetivo - por ejemplo, un minijuego requiere que el jugador seque la piel de un perro moviendo su cabeza para delante y detrás. Los minijuegos de Kat & Ana requieren dos jugadores.
Al final de un microjuego, imágenes del jugador moviéndose aparecen en una presentación de diapositivas única de cada personaje. Por ejemplo, Mona añade accesorios al jugador, Jimmy T. las pone en una tira cómica, Kat & Ana tienen una práctica de lucha, y Wario anima sus acciones.

## Desarrollo
WarioWare: Snapped! fue anunciado como Utsusu Made in Wario para la DSi Ware japonesa el 2 de octubre de 2008 después del anuncio de DSi. Fue finalmente lanzado el 24 de diciembre de 2008.[cita requerida] Más tarde, fue anunciado para Norteamérica el 18 de febrero de 2009 después de la fecha de lanzamiento de DSi en esa región. Fue desarrollado por Intelligent Systems y Nintendo SPD y publicado por Nintendo. En sus diseñadores están Naoko Mori, Goro Abe, and Taku Sugioka. Los desarrolladores querían al crear Snapped! un juego que fuera jugado y disfrutado por las personas que no juegan a videojuegos.